# Trần Đình Long
Dans ce nom vietnamien le nom de famille est Tran. Selon la coutume au Vietnam cette personne est correctement référencé par son prénom Long.
Trần Đình Long est un entrepreneur, homme d’affaires et milliardaire vietnamien. Il fait partie de l'ethnie majoritaire au Vietnam, les Kinh.

## Vie privée
Sa conjointe est Vũ Thị Hiền, il a 2 enfants Tran Huyen Linh et Tran Vu Minh. Sa mère est Đỗ Thị Giới. Au 16/6/2017, sa mére possède 890,827 actions HPG pour une valeur de 36,2 milliards VND et sa conjointe 110 522 391 actions HPG d’une valeur de 4 492,7 milliards VND.

## Vie professionnelle
Il est actuellement président du conseil d’administration de HOA Phat Group Joint Stock Company (HPG), une société cotée à la bourse d'Hô-Chi-Minh-Ville. Il est considéré comme l’entrepreneur le plus prospère et le plus riche de l’industrie sidérurgique du Vietnam. En 2016, il est la 3e personne la plus riche du Vietnam, après Phạm Nhật Vượng et Trinh van Tue. Au 16/6/2017, Tran Dinh Long possède 381 557 138 actions HPG pour une valeur de 15 510,3 milliards de VND.